# Союз 18а
„Союз 18а“ е съветски пилотиран космически кораб. Номерът му е даден години по-късно след разсекретяване на аварията.

## Екипажи

### Основен екипаж
- Василий Лазарев (2) – командир
- Олег Макаров (2) – бординженер

### Дублиращ екипаж
- Пьотър Климук – командир
- Виталий Севастянов – бординженер

## Описание на полета
Това е кораб № 39 от модификацията Союз 7К-Т, предназначена за пилотиран полет със скачване и обслужване на орбиталните станции от типа „Салют“.
Предвиждало се това да бъде втората експедиция на орбиталната станция Салют-4. Заради отказ на третата степен на ракетата-носител корабът не излиза в орбита около Земята. На 261-вата секунда от старта е трябвало да стане отделянето на втората степен на ракетата, но това не се случва. Тогава се включва автоматичната система за отделяне на спускаемия апарат от ракетата. По време на спускането космонавтите изпитват натоварване от 20 g и повече. Апаратът се приземява в планината Алтай на около 800 km от границата с Китай.